# Познер Володимир Володимирович
Володи́мир Володи́мирович По́знер (рос. Владимир Владимирович Познер, англ. Vladimir Vladimirovich Pozner, фр. Vladimir Vladimirovitch Pozner, ім'я при народженні — Владімір Жеральд Дмітрій Дюбуа-Перде Нібуає (рос. Владимир Жеральд Дмитрий Дюбуа-Перде Нибуайе); нар. 1 квітня 1934, Париж, Франція) — радянський та російський тележурналіст, телеведучий, пропагандист, російсько-єврейсько-французького походження. Став відомим у 1980-х, як ведучий телемостів СРСР-США. Веде авторську програму «Познер» на російському «Першому каналі».
Відмічений в українофобії. Познера внесено в базу центру «Миротворець», йому заборонено в'їзд в Україну.

## Життєпис

### Походження
Батьками Володимира Володимировича Познера були єврейський емігрант з радянської Росії, комуніст Володимира Олександровича Познера та француженка за походженням Жеральдін Нібуає Дюбуа Люттен. За словами самого Володимира Володимировича, зокрема він писав про це у своїй автобіографічній книжці «Прощание с иллюзиями», його предки за материнською лінією були шляхетного походження, позаяк, його пращуру було надано баронський титул Наполеоном Бонапартом. Однак, незважаючи на шляхетство, сім'я згодом збідніла. Мати Жеральдін, відома суфражистка Ежені Нібуає, у свій час отримала гарну освіту, однак, не отримавши від батьків спадку та ставши двічі вдовою й залишившись з п'ятьма дітьми, була вимушена заробляти гроші для своєї сім'ї самостійно. Вона займалась різною діяльністю — управлінням замку, що слугував для прийому багатих туристів, а також вчила гарним манерам та французькій мові дітей знаті у місті Ліма. Її діти через постійну зміну роботи їх матір'ю не могли отримати повноцінної освіти, тому вимушено були відправлені в інтернати. Мати Володимира Володимировича, Жеральдін Нібуає Дюбуа Люттен, потрапила до інтернату у шотландському місті Дамфріс. Після того як вона отримала освіту, повернулася у Париж, де влаштувалася у філіал американської кіностудії «Paramount Pictures» монтером. Згодом Жеральдін, завдяки своїй професії, познайомилася зі своїм майбутнім чоловіком, Володимиром Олександровичем Познером.
Познери були іспанськими євреями. Вони покинули Іспанію у XV столітті через інквізицію. Сім'я поселилася у польському місті Познань (тоді воно звалося Позен, нім. Posen), звідки й прийшло прізвище «Познер», що означає німецькою «людина з Познані». Після насильницького поділу Речі Посполитої місто опинилося під владою Російської імперії, до столиці якої, у Санкт-Петербург переїхав один з представників роду. Як зазначив сам Володимир Володимирович Познер, є непідтверджена інформація, про те що один з його пращурів став вихрестом. Батько майбутнього всесвітньо відомого журналіста виріс у типовій інтелігентній російській сім'ї. Коли йому було десять років у Російській імперії почалася революція, яку він запам'ятав на все життя. У 1922 році Познери емігрували з радянської Росії, після того як там закріпилися більшовики, й оселилися у Берліні. Згодом Володимир Олександрович з двома своїми сестрами переїхав до Парижу й там приєднався до російської імміграції. Згодом він почав працювати на кіностудії «Metro-Goldwyn-Mayer», дякуючи чому познайомився зі своєю майбутньою дружиною, Жеральдін.

### Перші роки
Володимир Володимирович Познер народився у день народження матері, 1 квітня 1934 року. Окрім того, що день народження Володимира-молодшого збігся з днем народження його матері Жеральдін, також збіглися три пасхи — католицька, єврейська та православна. Тому Володимир був хрещений у католицькій церкві, Володимиром Жеральдом Дмітрієм Познером. Він був так названий на честь батька, Володимира; матері, Жеральдін і друга сім'ї та його хрещеного батька, Дмітрія Волкова. Коли малюку було три місяці він разом із матір'ю емігрував до Сполучених Штатів Америки, де жили його бабуся та тітка. Володимир Олександрович Познер залишився в Європі, через що наступні п'ять років він не бачився з родиною. По прибуттю у нову країну Жеральдін та її малюк оселилися у Нью-Йорку. Мати малюка була вимушена забезпечувати не тільки себе та Володимира, а й хвору на рак матір. Після п'яти років перебування у Сполучених Штатах, восени 1939 року, після прибуття Володимира Олександровича до своєї сім'ї вони повернулися у Францію. Цю подорож Познери провели на відомому лайнері «Нормандія».
1 вересня 1939 року нацистська Німеччина напала на Польську Республіку. Через кілька днів Франція та Велика Британія оголосили Третьому Рейху війну. З цього моменту почалася Друга світова війна. У Франції, де жили Познери, військових дій у той час майже не було через, так звану, Французьку кампанію, через що Франція стала окупованою територією. За півроку до цього на французько-німецькому фронті загинув лише один британський солдат. Батько Володимира служив добровольцем у французькій армії. І хоч він не був громадянином цієї країни, Володимир Олександрович мав паспорт Нансена, окрім того, від був переконаним комуністом і євреєм. Згодом, після демобілізації, Познер-старший записався до місцевого руху опору. Згодом сім'я вирішила переїхати до вільної зони Франції. Влітку 1940 року батьки відправили сина у місто Біарриц, де жила подруга сім'ї, Марґеріт. Восени того ж року сім'я переїхала до міста Марселя. На той час країна була поділена на дві зони: перша була окупована нацистами, а інша управлялася колабораціоністським урядом, що називався Режим Віші. Для того щоб переїхати у Марсель Володимиру Олександровичу довелося знайти підроблені документи. Згодом сім'я переїхала в Іспанію — спочатку у Барселону, потім у Мадрид, згодом у Лісабон, а звідти на кораблі «Сібоне» попливли в Америку.
Повернувшись у Сполучені Штати, сім'я оселилася у Нью-Йорку на [Блікер-стріт]] у районі Гринвіч-Віллидж. Згодом вони переїхали на 48-му вулицю. Так, у Нью-Йорку, Володимир навчався у школі «City and Country». 1945 року у родині Познерів народилася друга дитина — брат Володимира — Павло (рос. Павел). Після того, як у дванадцять років Володимир закінчив школу, його було відправлено у Вищої школи імені Пітера Сайвесанта. Його батько на той час працював у дочірній компанії «Metro-Goldwyn-Mayer» — «Louis Incorporated». Там, у Нью-Йорку, юнак отримав свою першу роботу. Він працював рознощиком газет. У той же час погіршилися відносини між США та Союзом Радянських Соціалістичних Республік. Батька Володимира було звільнено з роботи, через те, що він ще залишався громадянином СРСР, а також із 1943 року був агентом радянських спецслужб (псевдо «Платон»).
У грудні 1948 року сім'я повернулася у післявоєнну Європу й поселилася у радянській зоні окупації Німеччини, у Берліні.
У 1938 році Володимир Олександрович працював в європейській філії кінокомпанії «Metro-Goldwyn-Mayer». Тут Володимир Олександрович працював у відділі фотографії військового департаменту США. Після війни Познером зацікавилося ФБР, а у 1949 році він був вимушений виїхати з країни. Спочатку Познери хотіли повернутися до Франції, але їм відмовили у в'їзді, оскільки визнали Володимира Олександровича підривним елементом. Володимир Олександрович отримав посаду в компанії «Совекспортфільм». 15-річний Володимир Володимирович вчився у спеціальній школі для дітей німецьких політемігрантів-утікачів від Гітлера до СРСР, а після війни — для тих, що повернулися в радянську зону окупації, де закінчив восьмий і дев'ятий класи. У 1952 році сім'я переїхала до СРСР. У 1953 році Володимир вступив на біолого-ґрунтовий факультет МДУ ім. Ломоносова, який закінчив у 1958 році.

### Кар'єра журналіста

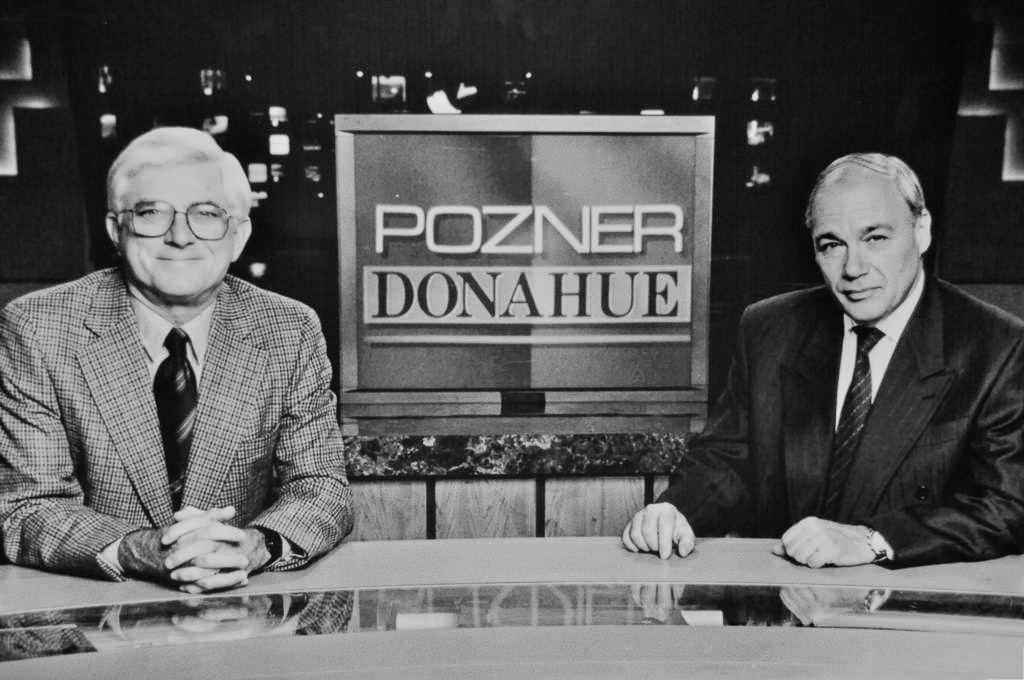
Володимир Познер (праворуч) у телевізійній програмі «Pozner & Donahue». 1990-ті роки

Після закінчення університету Володимир заробляв на життя науковими перекладами з англійської і на англійську. У 1959 р., через рік після закінчення університету, Познер влаштувався літературним секретарем до відомого поета Самуїла Яковича Маршака. У пресі почали з'являтися деякі його переклади прози і поезії. У жовтні 1961 влаштувався на роботу в Агентство друку «Новини», тісно пов'язане з КДБ, потім перейшов в Комітет з телебачення і радіомовлення (згодом Держтелерадіо СРСР) як коментатор головної редакції радіомовлення на США і Англію в програмі «Голос Москви». У 1967 році вступив до КПРС. До кінця 1985 щодня вів свою радіопередачу англійською мовою. Американські радіослухачі могли чути його в ток-шоу Рея Бріма (англ. Ray Briem) Лос-анджелеської радіостанції KABC 790 AM. Також він з'являвся в програмі Nightline на ABC-TV.
У 1980 році Познер виступав на підтримку арешту академіка Сахарова.
У 1991-1997 роках — співведучий на каналі CNBC (США) в програмі «Познер і Донахью».
Нині веде авторську програму «Познер [Архівовано 21 березня 2019 у Wayback Machine.]» на «Першому каналі».

### Телемости
Найбільшу популярність у радянських і американських телеглядачів отримав як ведучий телемостів СРСР-США. У 1985 — разом з Філом Донахью ведучий телемоста Ленінград — Сієтл («A Citizens' Summit» «Зустріч у верхах пересічних громадян»), де обговорювалися такі питання як положення євреїв в СРСР та збитий у 1983 році південнокорейський пасажирський літак. У 1986 ведучий телемоста Ленінград — Бостон («Жінки говорять з жінками»). Це був дебют Познера на Радянському телебаченні. У 1986 Познер стає лауреатом премії союзу журналістів СРСР.
Після успіху телемостів Познер отримує посаду політичного оглядача і переходить на роботу на Центральне телебачення. У кінці 1980-х він вів програми «Недільний вечір з Володимиром Познером» (на Московському каналі), «Квадратура круга», «Америка Володимира Познера». Видається його переклад «Авторизованої біографії Біттлз» Хантера Девіса (англ. The Beatles. An Authorized Biography by Hunter Davies). За підсумками великого соціологічного дослідження за 1989 рік «Політичні оглядачі і коментатори інформаційних передач ЦТ в оцінках московської аудиторії» Володимир Познер був визнаний тележурналістом № 1. Проте, незважаючи на свою популярність, в 1991 році він покидає ЦТ.

### Подальша кар'єра
У 1990—1991 роках в США були видані дві книги Познера: автобіографічна «Parting With Illusions» і «Eyewitness: A Personal Account of the Unraveling of the Soviet Union» — про розпад СРСР.
У 1991 році переїхав до США. На початку 90-х часто з'являвся в американському ефірі в «Phil Donahue Show».
У лютому 1997 повернувся до Москви, де вів програми «Ми», «Людина в масці», а також радіопрограму «Давайте це обговоримо» на радіостанції «На семи пагорбах». У 1997 відкрив в Москві платну «Школу телевізійної майстерності» для молодих регіональних журналістів. Директором школи стала Катерина Орлова — друга дружина Владимира Познера. Для школи мером Москви було виділено будівлю у Воротниковському провулку, яку школа орендувала, згідно з розпорядженням мера, за спеціальною ставкою — 1 рубль за 1 квадратний метр на рік, тобто, фактично, безкоштовно. З 29 жовтня 2000 по 28 червня 2008 року Познер веде щотижневе суспільно-політичне ток-шоу «Часи» на «Першому каналі».
1999 року мер Москви безоплатно (строком на 49 років з правом викупу) виділив Владимиру Познеру земельну ділянку площею 0,2 га в центрі Москви за адресою Мала Дмитровка, володіння 20-24 під будівництво офісного центру, в частині якого повинна була розміститися його платна школа телевізійної майстерності. Під час будівництва офісного центру був знесений будинок 22 по Малій Дмитровці, що мав статус пам'ятника архітектури. У 2007 році на площі Курського вокзалу невідомі наклеїли на білборд з соціальною рекламою В. В. Познера «Я люблю Москву, якої майже більше немає: тиху, стару, із скрипом снігу під ногами» нецензурне нагадування телеведучому про те, що, на їх думку, реконструкція виділеної під «Школу телевізійної майстерності» будівлі привела до знищення пам'ятки архітектури: «П.діти не мішки ворочати, Володєнька. Будинок № 20 по Малій Дмитровці».
Володимир Познер разом зі своїм братом Павлом відкрив в Москві французький ресторан «Жеральдін», названий на честь матері братів Познерів.
4 листопада 2003 року Познер, пройшовши спеціальний тест і давши присягу прапору США, разом із своєю дружиною, Катериною Орловою, був удостоєний стати громадянином США.
16 листопада 2005 року Володимир Володимирович Познер отримав громадянство Франції. За французькими законами, «кожна дитина чоловічого роду, яка народилася у Франції від французької матері або французького батька є громадянином Франції й не може відмовитися від свого громадянства без особливого рішення Хранителя печаті держави».
З листопада по грудень 2011 року вів на «Першому каналі» програму «Болеро».
8 квітня 2012 року відбулася прем'єра передачі «Парфьонов і Познер» на телеканалі «Дождь», де два журналісти обговорюють найяскравіші, на їх погляд, події у світі за минулий тиждень. 24 червня того ж року передача була закрита.
У лютому 2017 року став членом журі дев'ятого сезону шоу «Хвилина слави».
Виступав на міжнародних дебатах на тему взаємодії Росії і Заходу (The Munk Debates (Торонто), Intelligence Squared Debates (Лондон)). У 2018 році виступав в Єльському університеті на тему: «Як Сполучені Штати Америки створили Володимира Путіна». В інтерв'ю Дмитру Гордону сказав, що анексія Криму (2014) була зроблена Росією, щоб в майбутньому НАТО не розмістило в Севастополі там свій флот замість російського.

## Співпраця зі спецслужбами
За даними розслідування агента Кевіна Шельсона з ФБР, Познер є агентом ГРУ Росії. До цього він працював в департаменті дезінформації КДБ.
|                    | Купающийся в привилегиях, принадлежащий к избранному классу неприкасаемых, Познер ещё с советских времен воспринимался как сексот – чистый провокатор. Впрочем, склонность к провокациям и стукачеству у него наследственная. От Владимира Познера-старшего – тоже секретного сотрудника ОГПУ-НКВД, немало потрудившегося на этой ниве. Остается вопрос. Зачем нашему государству оплачивать дурное иезуитство человека с тремя паспортами – Владимира Владимировича Познера? |
| — Аркадій Мамонтов | |

## Вислови про українців
У березні 2012 року Володимиру Познеру в Києві вручали телевізійну премію «Людина року». Того ж дня в світ вийшло інтерв'ю для газети «Сегодня», де Познер сказав дослівно таку провокацію: 
| «Я дуже погано знаю Україну, я не жив у середовищі українців. Я тільки знаю — нехай це і не викличе великої любові до мене, — що в сталінських таборах було багато українців. Серед наглядачів. Чи говорить це про щось? Не знаю». |
Після цих висловлювань Володимир Познер, ще вирішив за гроші українців виступити перед ними на власному творчому вечорі, що проходив саме під час "Революції гідності" у Жовтневому палаці.
У травні 2017 року вийшло інтерв'ю на радіо «Свобода», де Познер сказав дослівно таке: 
| "...майже усі вертухаї в таборах були якраз українці - це встановлений факт." |

## Критика
- Політичний активіст Володимир Буковський про Познера: «Мене дивує, що Познер хоч якось котується… Якісь особистості, малоприємні і з дуже негарним минулим, раптом отримали становище і повагу. Я от пам'ятаю Познера на початку 1980-х, коли він виїхав за кордон за дорученням Кремля і своєю гарною англійською та французькою повторював радянську пропаганду: що Сахарова зіслали до Горького — правильно, що до Афганістану увійшли — правильно, а дисиденти всі божевільні. На Заході його завжди вважали за голос Кремля, як він встиг мутувати і став великим демократом, я не знаю. Його сім'я завжди була прокомуністична, тато служив вірою та правдою Сталіну, а тепер ми всі слухаємо його моральні міркування. Йому треба було зникнути, а він чомусь ось розцвів. Таких людей були мільйони у СРСР: говорили одне, робили інше, думали третє. Це типовий шаблон радянської шизофренії. Люди в Росії не можуть подивитися собі в душу і поставити правильний діагноз, тому такі постаті виявляються нагорі.».
- На думку публіциста Сергія Смирнова, Володимир Познер у телепередачі «Часи» спотворював історичні факти й використовував маніпулятивні технології[23].
- 2010 року Познер в інтерв'ю журналу «Cher Ami» сказав, що «одна з найбільших трагедій для Росії — прийняття православ'я» а також, що «Російська православна церква завдала колосальної шкоди Росії», крім того він порівняв РПЦ з Політбюро ЦК КПРС і засудив її за втручання в політику і освіту[24][25][26]. З критикою цього висловлювання виступив протодиякон Андрій Кураєв[27][28] і заслужений професор Московської духовної академії Олексій Осипов[29]. На думку журналіста Дмитра Соколова-Митрича, Познер ненавидить православ'я і поширює свої волелюбні принципи тільки на себе самого, відмовляючи в праві на них іншим людям[30]. А Федерація єврейських громад Росії заявила, що Познер поводився нетактовно, звинувативши православ'я і Російську церкву. У Федерації єврейських громад Росії відмітили, що «Познер продемонстрував, що його, як і багатьох людей, у тому числі в західних країнах, не турбує, чи зачіпають його слова інших, і не турбує той факт, що серед інтелігенції не прийнято ображати почуття вірян»[25][31]. У ефірі Російської служби новин Познер ще раз підтвердив і доповнив свої слова і прокоментував думку Федерації єврейських громад Росії[32]. Також Володимир Володимирович Познер висловив думку, що «Православ'я — безрадісна релігія, важка, що закликає до всякого роду страждань, поневірянь, заради того, що коли-небудь, потім … Вона не викликає бажання жити зараз добре.»[33]. Заслужений професор Московської духовної академії Олексій Ілліч Осипов написав і опублікував на своєму сайті статтю у відповідь на це твердження[34].
- Володимира Познера критикував російський кінорежисер Микита Михалков у своїй передачі «БесогонТВ»[35].
- З низки питань Володимира Познера критикували на каналі «Царград ТБ»[36][37][38][39][40][41][42].
- Володимира Познера критикували за повне мовчання на тему війни в Україні з 24 лютого 2022 року[43][44][45]. |                    | "Мне очень стыдно за представителей моей профессии, мне стыдно за то, что они делают. Я не должен этого говорить, но я скажу. Я атеист, но если есть ад, то многие журналисты туда попадут" |
| — Володимир Познер | |

## Книги
- «Захід зблизька» (як один з перекладачів, видавництво Прогрес, 1982);
- «Parting With Illusions» (Прощання з ілюзіями) (1990) ISBN 978-0-380-71349-3;
- «Згадуючи війну (Remembering War): Радянсько-американський діалог» (М., « Новини», 1990; Oxford University Press, 1990). У співавторстві з Х. Кейсар ISBN 978-0-19-505126-1;
- «Eyewitness: A Personal Account of the Unraveling of the Soviet Union» (Свідок) (1991) ISBN 978-0-679-41202-1, ISBN 0-679-41202-6;
- «The Communist Manifesto». (June 1992) ISBN 0-553-21406-3;
- Познер В., Кан Б., Ургант І. Одноповерхова Америка. — М. : Зебра-Е, 2008. — 480 с. — ISBN 978-5-94663-604-9.;
- «Тур де Франс. Подорож по Франції з Іваном Ургантом» (М.: АСТ: Астрель, 2011, 304 с.) ISBN 978-5-17-071947-1, 978-5-271-32729-2;
- «Прощання з ілюзіями» (АСТ, 2012, 480 с.) ISBN 978-5-271-41210-3.
- «Їх Італія» (АСТ, 2013, 358 с.) ISBN 978-5-17-077169-1
- «Познер про Познера» (АСТ, 2014, 416 с.) ISBN978-5-17-084029-8
- «Протистояння» (АСТ, 2015, 350 с.) ISBN 978-5-17-089577-9

## Телевізійні фільми
- 2008 — Одноповерхова Америка (у співавторстві з Брайаном Каном та Іваном Ургантом)
- 2010 — Тур де Франс (спільно з Іваном Ургантом)
- 2012 — Їхня Італія (спільно з Іваном Ургантом)
- 2012 — Око Боже — виконавець ролі Пабло Пікассо
- 2013 — Германська головоломка (спільно з Іваном Ургантом)
- 2014 — Англія загалом і зокрема (спільно з Іваном Ургантом)
- 2016 — Єврейське щастя (спільно з Іваном Ургантом)
- 2016 — Шекспір. Застереження королям
- 2017 — У пошуках Дон Кіхоту (спільно з Іваном Ургантом)
- 2019 — Най, най, най (спільно з Іваном Ургантом)
- 2021 — Японія. Зворотня сторона кімоно (спільно з Іваном Ургантом)

## Нагороди
- Медаль «За трудову доблесть» (1980, СРСР) — за велику роботу з підготовки і проведення Ігор XXII Олімпіади.
- Орден Дружби народів (1994, Росія) — за плідну творчу роботу на телебаченні і радіомовленні, великий особистий внесок у розвиток демократичних процесів в Росії і зміцнення дружніх зв'язків між народами.
- Орден Пошани (1999, Росія) — за заслуги в області культури і у зв'язку з 75-річчям радіомовлення в Росії.
- Орден «За заслуги перед Вітчизною» 4-го ступеня (2006, Росія) — за великий внесок у розвиток вітчизняного телерадіомовлення і багаторічну плідну діяльність.
- Багатократний лауреат ТЕФІ, в 2009 році був удостоєний премії «За особистий внесок у розвиток Російського Телебачення».
- Премія МУЗ-ТБ 2013. Спеціальна нагорода «За внесок в життя».
- Орден Почесного легіону кавалерського ступеня (2014, Франція)[49]

## Родина та особисте життя
- Володимир Олександрович Познер (24 жовтня 1908, Санкт-Петербург, Російська імперія — 31 липня 1975) — батько Володимира Володимировича.
- Жеральдін Нібуає Дюбуа Люттен (1 квітня 1910, Аркашон, Аквітанія Франція — 28 травня 1985) — мати Володимира Володимировича.[8]

- Перша дружина (з 1957 року по 1967 рік) — Валентина Чемберджі.
  - Донька Катерина Володимирівна Чемберджі (нар. 1960), у шлюбі за німцем, живе у Берліні з 1990 року, композитор і піаніст.
    - Онуки — Марія (1984), Микола (1995).
- Друга дружина (1969—2005): Катерина Михайлівна Орлова (директор «Школи Познера»).
  - Прийомний син Петро Орлов (1961). Онук — Георгій (1999).
- Третя дружина (з 2008 року) — Надія Юріївна Соловйова (1955) (театральний, кінопродюсер і телепродюсер, засновник промоутерської і концертної компанії «Sav Entertainment»)